# António José Bernardes de Miranda
António José Bernardes de Miranda (Cabanas de Viriato, 28 de julho de 1885 — Coimbra, 3 de janeiro de 1957) foi um oficial de Artilharia do Exército Português e administrador colonial que, entre outras funções, foi governador de Macau de 21 de junho de 1932 a 4 de janeiro de 1936.

## Biografia
António José Bernardes de Miranda foi governador de Macau de 21 de junho de 1932 a 4 de janeiro de 1936. Residiu no Palácio da Praia Grande, entregando o Palacete de Santa Sancha ao seu secretário. A 19 de setembro de 1935 o Governador deixou o cargo, embarcando no dia seguinte para Lisboa.
Bernardes de Miranda foi chefe de gabinete do presidente Óscar Carmona.